# Лупенская стачка (1929)

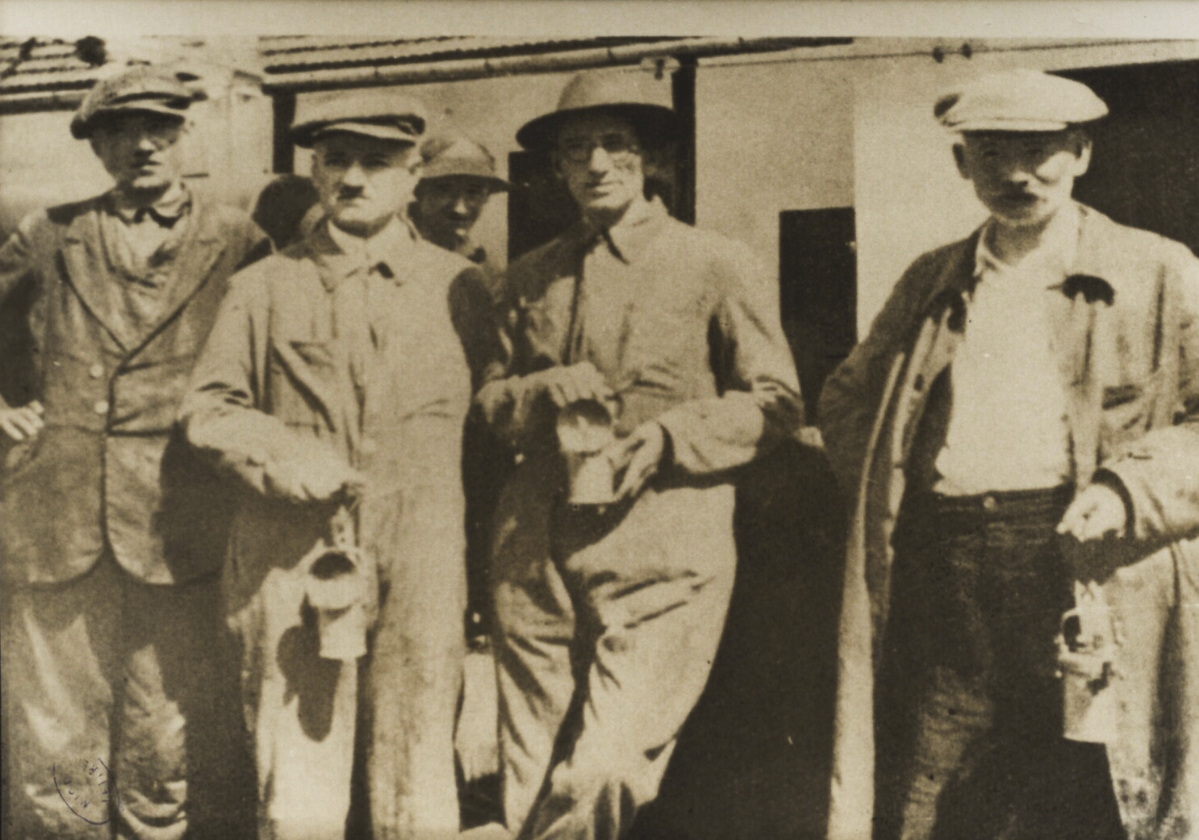
Писатель Панаит Истрати (второй справа) с горняками-угольщиками Лупени, куда он прибыл для осветления итогов кровавого подавления рабочего выступления 1929 года

Лупе́нская стачка (рум. Greva de la Lupeni) — массовое выступление румынских шахтёров 5-7 августа 1929 года в горняцком городке Лупени, центре угольного района Валя-Жиулуй в долине Жиу (Трансильвания). Подавлено румынскими властями, что стало известно как Лупенский расстрел.

## Причины
Шахтёры очень долго требовали от правительства и предпринимателей Румынии повышения зарплаты, улучшения условий труда и отмены штрафов. Владельцы шахт, прямо не отвергая их требования, ничего не предпринимали для их осуществления.
К концу 1928 года шахтёрские вожаки в долине Жиу начали агитацию за продление их коллективного трудового договора. Их требования включали (в соответствии с новым законодательством, принятым под международным давлением) введение 8-часового рабочего дня (в это время для горняков был установлен 12-часовой рабочий день), установление минимума заработной платы и её повышение на 40 % для работающих в опасных условиях, запрет детского труда под землей, создание нормальных условий для работающих в воде горняков, лечение пострадавших от огня и испарения газов, обеспечение питанием и сапогами. Соглашения стороны достичь не сумели. Началась судебная тяжба, но суд в Деве встал на сторону собственников шахт, и горняки обратились в Высший кассационный суд.
С обострением в 1929 году экономического кризиса состояние в стране осложнилось. Рабочие становились всё более отчаянными, поскольку их условия не улучшились, а решение суда было отложено. Летом 1929 года после закрытия угольной шахты «Вулкан» в центре угольного района Жиу были уволены 3 тыс. шахтёров. Увольнения непосредственно подтолкнули к решительным действиям.

## Забастовка
Рабочие решили добиться осуществления своих условий силой. 5 августа возглавляемые коммунистическими агитаторами шахтёры начали стачку в Лупени, добиваясь своих изначальных требований. Соответствующее решение было принято на собрании порядка двух сотен рабочих утром после того, как шахтовладельцы запретили профсоюзу компенсировать каждому работнику дневную заработную плату из собственных средств. Около 3000 человек из рудников Елена и Виктория объявили забастовку, отправившись на шахты Каролина и Штефан, чтобы поднять на стачку и своих тамошних коллег. Ситуация быстро вышла из-под контроля, и профсоюзные лидеры объявили местным властям, что больше не несут ответственности за действия своих членов.
Они захватили электростанцию и отключили подачу электрического тока в шахты. Оказавший сопротивление управляющий электростанцией был ранен, госпитализирован и в итоге умер. Утром 6 августа прибыли власти жудеца Хунедоара в сопровождении 80 военнослужащих 4-го пограничного полка и около 20 жандармов. По приказу префекта 7 августа против бастующих были отправлены солдаты, которые окружили шахтёров во дворе электростанции. Потом они принялись разгонять рабочих. При разгоне в бастующих, по официальным данным, было выпущено 78 пуль.
Около 25 человек погибло, до 200 получило ранения. Различные источники называют разное количество жертв: 16 погибших и 200 раненых, 22 погибших и 58 раненых, 30 погибших и более сотни раненых, 32 погибших и 56 раненых, 40 погибших (включая двоих со стороны солдат и жандармов), 58 погибших и сотни раненых. Более детализированный доклад указывал, что 13 шахтёров погибли на месте, ещё 7 в последующие часы, 23 — тяжело ранены, ещё 30 обратившихся за медицинской помощью получили ранения меньшей степени тяжести. 20 (по другим данным, 22) расстрелянных шахтёров были похоронены 9 августа при строжайшем запрете посещать церемонию похорон (кроме ближайших родственников). Ещё трое горняков погибли в ближайшие дни.
Советская газета «Правда» назвала эти события «Ленским расстрелом в Румынии». И противники, и сторонники Румынской коммунистической партии считали, что события в Лупени свидетельствовали о росте влияния коммунистов.

## Последствия
Около 40 горняков были арестованы. Работа электростанции была немедленно возобновлена, а работникам шахт власти приказали вернуться на рабочие места; войска и жандармы охраняли станцию и все постройки шахт.
Лупенский расстрел спровоцировал забастовки солидарности в Бухаресте, Галаце, Клуже и других городах Румынии. Разгон Лупенской стачки вызвал возмущение во многих странах. В самом государстве на волне ненависти к правительству начались многочисленные крестьянские мятежи. Не только в Румынии, но и в других странах проходили демонстрации и митинги в честь жертв стачки. Жестокое подавление забастовки дало Коминтерну основание считать правительство премьер-министра Юлиу Маниу не просто буржуазно-помещичьим, но и «фашистским».
После того, как забастовка была подавлена, ей приписывали различные мотивы. В то время у власти находилась Национал-царанистская (Национальная крестьянская) партия; возглавлявший Палату депутатов Д. Р. Иоаниеску винил в произошедшем крайнюю нищету плохо оплачиваемых рабочих и «вероятных» венгерских пропагандистов (большинство погибших были этническими венграми). Один из членов правительства возлагал вину на доведших рабочих до отчаяния директоров шахт, указывая на неоднократные отказы боссов уступать требованиям своих работников и их пренебрежительные утверждения о том, что недовольные были «провокаторами» запрещённой Румынской коммунистической партии. Примечательно, что это был не единичный инцидент: между 1924 и 1928 годами в долине Жиу произошло 19 забастовок.
Министр труда Д. И. Рэдучану отправился в долину Жиу, чтобы провести расследование, и даже известный политический деятель национал-царанистов Николае Лупу дал в парламенте выступление в защиту рабочего дела. Однако правящие круги не желали признавать полной ответственности верхов за произошедшее. Даже социал-демократы, выступавшие тогда союзниками правительства, в основном обвиняли директоров шахт, но также подчёркивали, что это «коммунистические агитаторы вводили рабочих в заблуждение».
Политики охотно ссылались на Татарбунарское восстание 1924 года, непосредственно поддерживавшееся Советским Союзом, чтобы проводить параллели с Лупенской стачкой и списывать её на происки агентов Коминтерна. Главные военные и гражданские руководители, ответственные за расстрел, были отстранены лишь позже, когда пресса стала признавать тот факт, что забастовка была вызвана вопиющими условиями труда, а не кознями подрывных коммунистических элементов.
Шахты в Лупени принадлежали группе банкиров из правоопозиционной Национал-либеральной партии, включая Георге Тэтэреску, бывшего министром в предыдущем правительстве. Правая пресса, включая газету «Universul», одобряла применение силы против бастующих, подчёркивала, что «войска выполняли свой долг» и оправдывала расстрел как назидание непокорным.
В противовес этому левое издание «Adevărul» ещё 9 августа отмечало: «То, что произошло в Лупени, является предупреждением для наших руководителей, которые в течение десяти лет разделили страну и разрушили её экономически, распространяя везде нищету — мать массовых акций отчаяния». Писатель Панаит Истрати, сочувствовавший коммунистическому движению и идеям, но критиковавший сталинский СССР, посетил Лупени, чтобы выяснить обстоятельства бойни. Осенью 1929 года он писал: «То, что произошло в Лупени, было не подавлением восстания, а охотой на людей. Власти упивались до рассвета и давали пьянствовать солдатам. Пьяный префект сделал первый выстрел после того, как прозвучал сигнал тревоги. Шахтёры были окружены и перебиты, не имея возможности убежать, а когда им удавалось ускользнуть, их преследовали пограничники, упоённые вином и кровью».

## Память
Забастовка играла важную роль в официальной исторической памяти во времена Социалистической Республики Румыния, когда Лупенский расстрел выделялся как один из ключевых эпизодов классовой борьбы труда и капитала в национальной истории. Как и довоенные антикоммунистические власти, новый режим также преувеличивал «ведущую роль коммунистов» в забастовке. Так, в 1948 году Георге Георгиу-Деж, который возглавлял Румынию до 1965 года, заявлял: «Призыв румынских коммунистов проник в ряды шахтеров и показал им путь к борьбе».
До 1989 года в память о стачке День шахтера в Румынии отмечался в первое воскресенье августа. Лупенским событиям был посвящён фильм 1962 года «Лупени 29» (Lupeni 29). Его авторы, включая сыгравшую одну из главных ролей Лику Георгиу (дочь Георгиу-Дежа), вдохновлялись фильмом «Броненосец „Потёмкин“». Примечательно, что они в неприглядном виде изобразили тогдашних активистов подпольной компартии, действительно участвовавших в подготовке забастовки, но после прихода партии к власти попавших в 1940—1950-х в опалу — так, реальный организатор стачки Василе Лука был выведен как предатель Лукан, воплощение человеческих пороков.
Во время забастовки шахтеров в долине Жиу в 1977 году, также начавшейся в Лупени, бастующие скандировали: «Лупени 29!», — что отсылало к важнейшей вехе истории рабочей борьбы в этом городе и всей стране, к тому же особо героизированной в официальном историческом нарративе. Забастовка продолжает фигурировать в румынском политическом дискурсе: в 1999 году, когда бывший президент Ион Илиеску почтил память погибших в 1929 году шахтёров, в пресс-релизе Министерства обороны забастовка описывалась как «преднамеренная провокация Коминтерна, явно направленная на дестабилизацию румынской государственности», более того — утверждалось, что «энергичное вмешательство» армии «восстановило мир и верховенство закона» (Илиеску был экс-коммунистом, а минобороны тогда находилось в руках сил, подчёркивающих свой антикоммунистическую направленность).